# Raoul Bricard
Raoul Bricard (* 23. März 1870; † 26. November 1943) war ein französischer Mathematiker.
Bricard unterrichtete an der École Centrale des Arts et Manufactures und ab 1908 als Professor für Geometrie am Conservatoire National des Arts et Métiers.
Bricard befasste sich mit Gelenkmechanismen in der Kinematik und er leistete Vorarbeiten zur Lösung von Hilberts 3. Problem (siehe Max Dehn). 1922 gab er einen Beweis des Satzes von Morley.
1932 erhielt er den Poncelet-Preis.

## Schriften
- Matematika terminaro kaj krestomatio, Hachette 1905 (Mathematikwörterbuch in Esperanto)
- Géométrie descriptive, O. Doin et fils, 1911
- Cinématique et mécanismes, A. Colin, 1921
- Petit traité de perspective, Vuibert, 1924
- Leçons de cinématique, Gauthier-Villars et cie., 1926
- Le calcul vectoriel, A. Colin, 1929